# 施补华
施補華（1835年—1890年），字均甫，浙江烏程人，清代官員。

## 生平
生於清宣宗道光十五年，同治九年（1870年）舉人，後两应礼部试报罢，与陆心源、杨岘、凌霞、戴望、俞劲叔、王竹侣等称苕上七子。初入左宗棠幕，個性沉默，人疑其骄，多毁之。曾国藩視其為狂士。光绪三年（1877年），随西征清军征阿古柏，出嘉峪關，循天山南下，至阿克蘇，因功保舉至候補知府。後入山東巡撫張曜幕，深受重用。光緒十二年（1886年），從張曜巡撫山東，治理河工。晉候補道員。光緒十六年病死，張曜哀慟，蠲万金归其丧，为刊遗集。有《澤雅堂文集》、《峴傭說詩》傳世。